# Сан-Фабиан (Чили)
Сан-Фабиан (исп. San Fabián) — коммуна в Чили. Административный центр коммуны — посёлок Сан-Фабиан-де-Алико. Население — 1452 человека (2002). Коммуна входит в состав провинции Пунилья и области Ньюбле.
Территория коммуны — 1568,3 км². Численность населения — 3562 жителя (2007). Плотность населения — 2,27 чел./км².

## Расположение
Посёлок Сан-Фабиан-де-Алико  расположен в 50 км восточнее административного центра области — города Чильян.
Коммуна граничит:
- на севере — с коммуной Парраль
- на северо-востоке — с коммуной Кольбун
- на востоке — с провинцией Неукен (Аргентина)
- на юго-западе — с коммуной Койуэко
- на западе — с коммуной Сан-Карлос
- на северо-западе — с коммуной Ньикен

## Демография
Согласно сведениям, собранным в ходе переписи Национальным институтом статистики,  население коммуны составляет 3562 человека, из которых 1898 мужчин и 1664 женщины.
Население коммуны составляет 0,18 % от общей численности населения области Био-Био. 60,05 %  относится к сельскому населению и 39,95 % — городское население.